# Echidnopsis
Die Gattung Echidnopsis gehört zur Unterfamilie der Seidenpflanzengewächse
(Asclepiadoideae) innerhalb der Familie der Hundsgiftgewächse (Apocynaceae). Sie wurde von Joseph Dalton Hooker 1871 aufgestellt. Sie umfasst sukkulente Pflanzen aus West-Asien bis Südafrika.

## Beschreibung
Es sind sukkulente Pflanzen. Die Stämmchen wachsen sparrig verzweigt, mit fortgesetztem Spitzenwachstum: sie sind sechs- bis zehnkantig, Rippen in gestreckt sechseckige Höcker zerlegt, welche winzige Blättchen tragen, fein papillös warzig, matt oder trübgrün, häufig gerötet.
Aus kleinen, zwischen den Höckern gelegenen Feldern gegen die Spitze der Stämmchen bilden sich zu zwei bis vier zusammengefasste, kurz gestielte Blüten.
Die zu nahen Verwandten verhältnismäßig kleinen Blüten sind fünfzählig.
Kelch fünfspatelig; Zipfel dreieckig eiförmig, glockig aufrecht oder radförmig ausgebreitet. Blumenkrone gelb, braun oder rot, innen fein papillös. Corona einfach oder doppelt, verschieden gestaltet. Die Pollinien sind klein und halbkreisrund.

## Vorkommen
Nach R. Govaerts kommen die 36 Arten im nordöstlichen und im östlichen tropischen Afrika und auf der Arabischen Halbinsel vor.

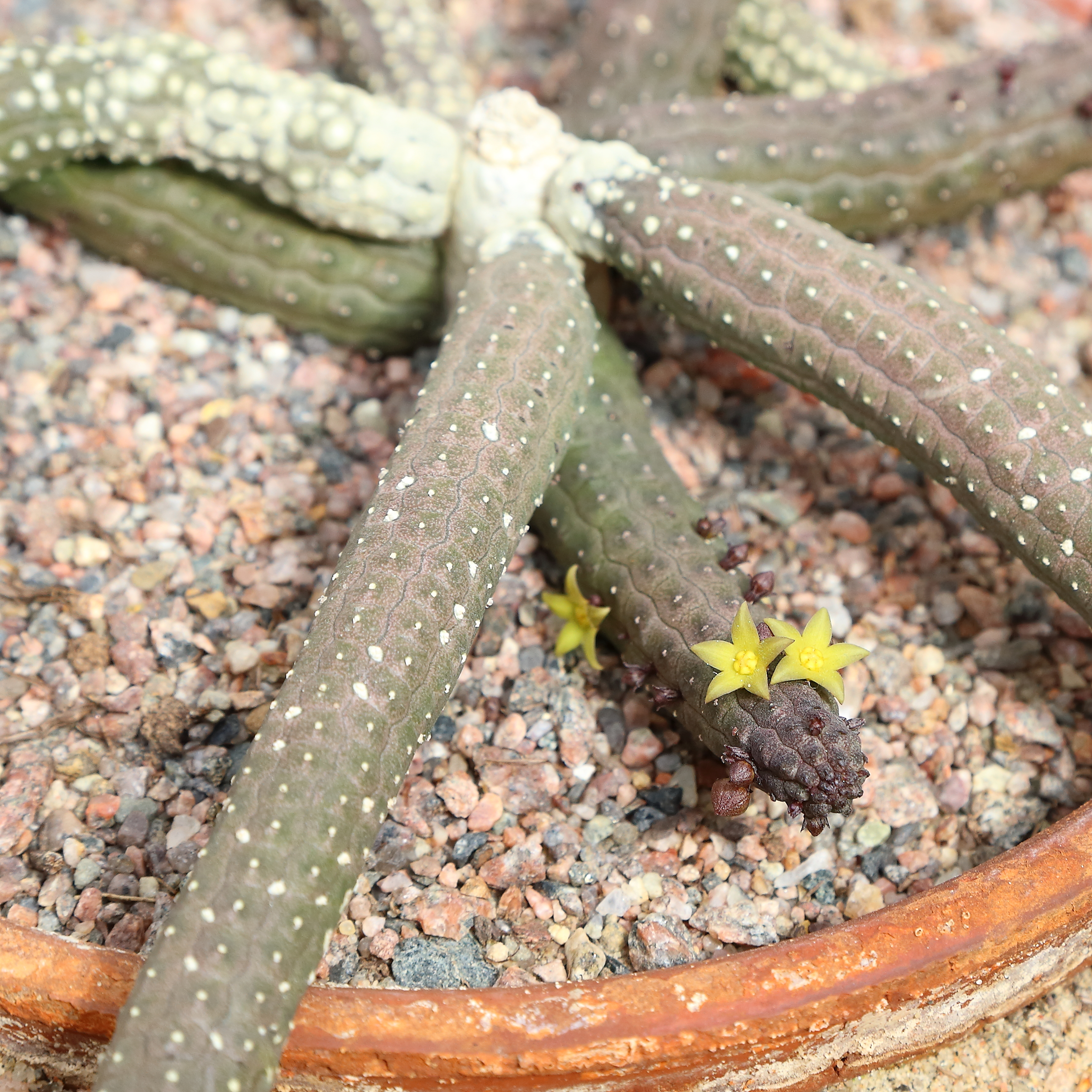
Echidnopsis cereiformis

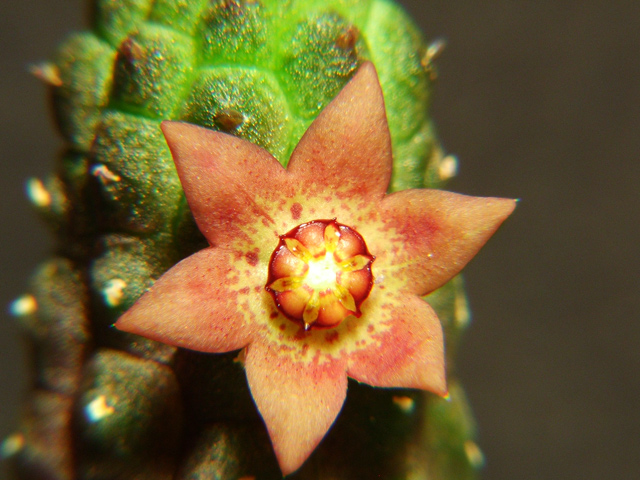
Echidnopsis dammanniana

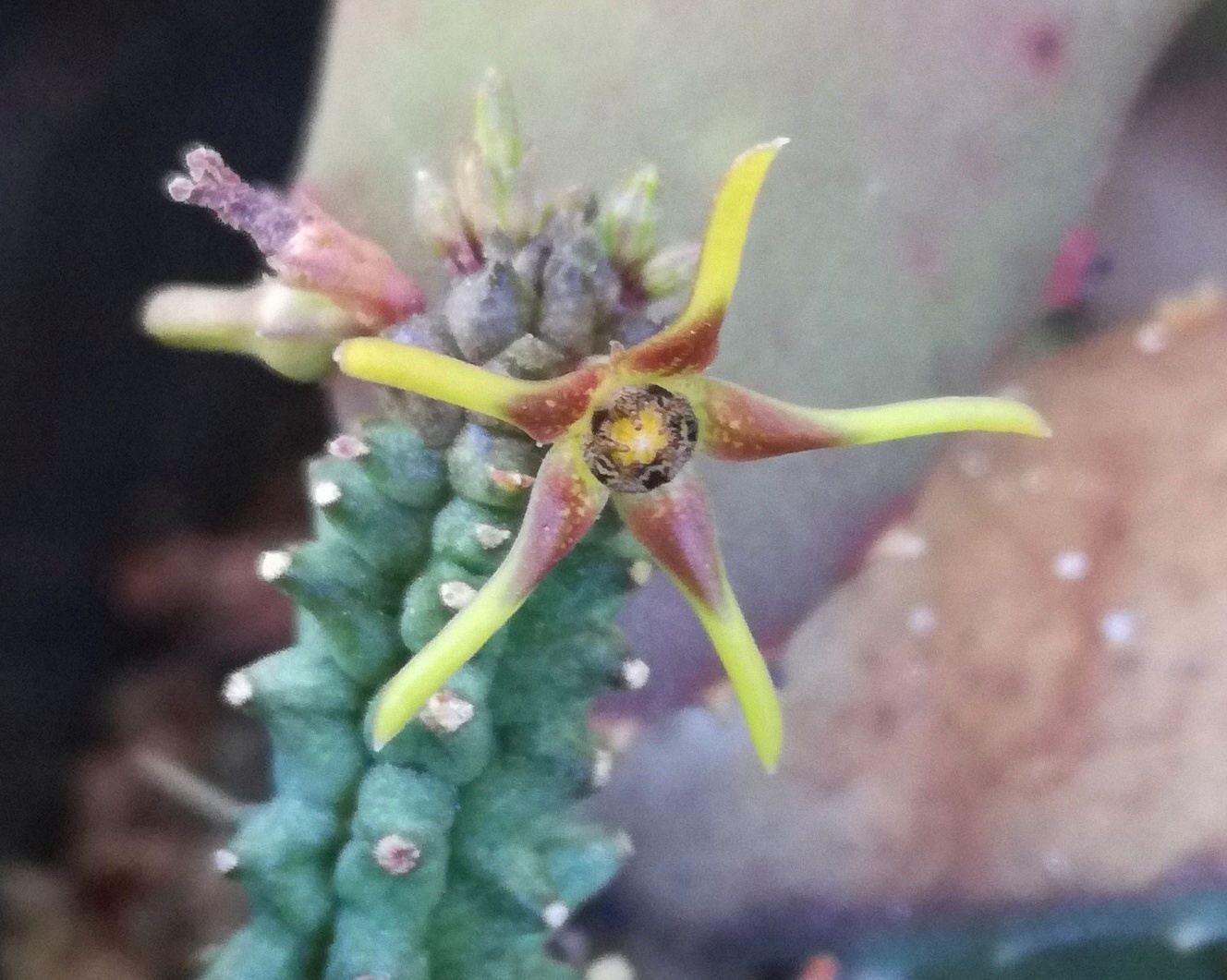
Echidnopsis montana

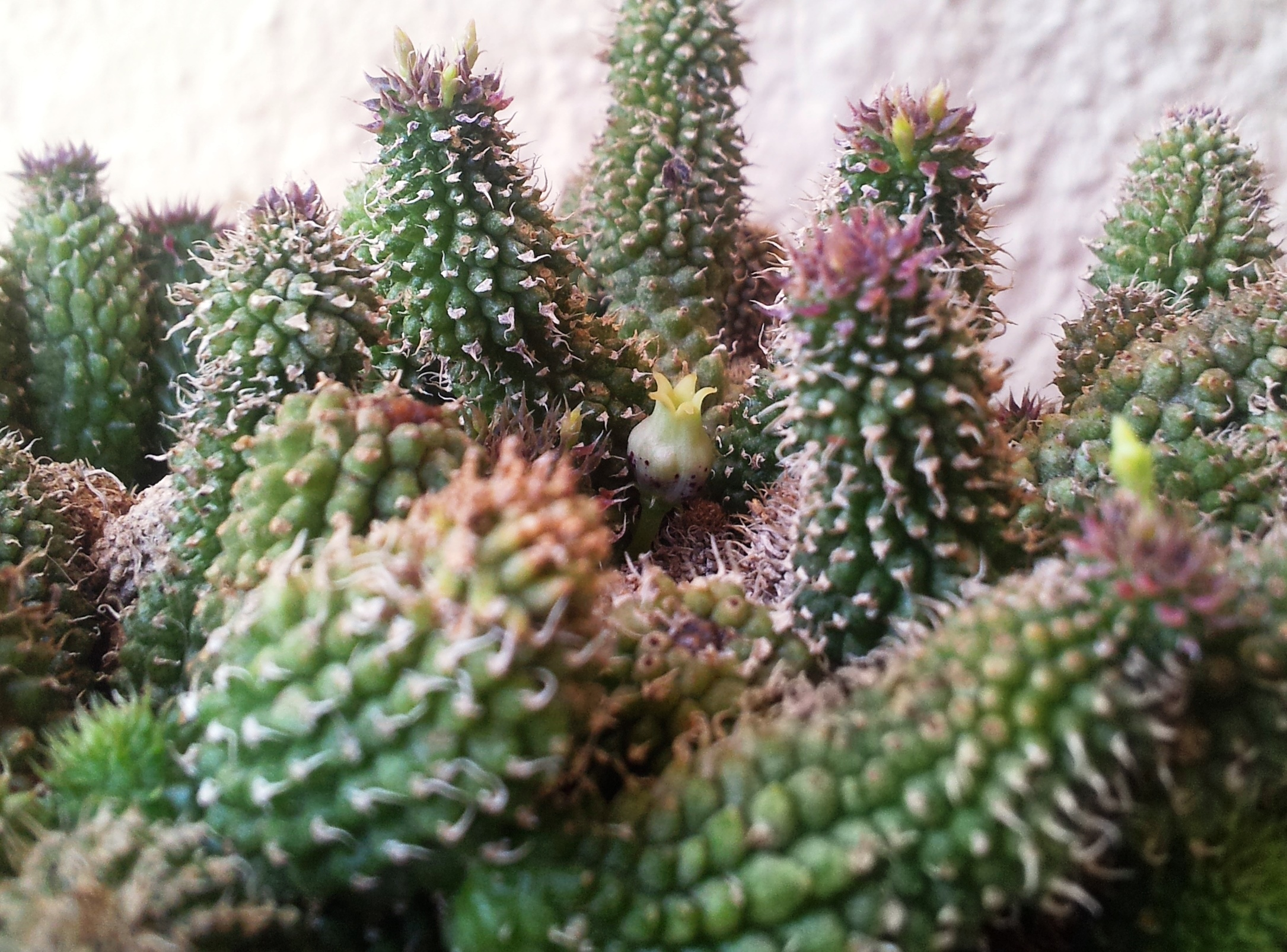
Echidnopsis urceolata

## Systematik
Der systematische Umfang der Gattung ist noch völlig unsicher. Für die Gattung liegen zwei ziemlich unterschiedliche Bearbeitungen vor, eine mit vielen Arten („splitting“) und eine mit wenigen Arten („lumping“). Die von B. Müller und F. Albers (in F. Albers und U. Meve) gegebene Artenliste stellt einen Kompromiss zwischen den beiden Extremen dar.
- Echidnopsis angustiloba E.A.Bruce & P.R.O.Bally: Nördliches und zentrales Kenia.[2]
- Echidnopsis archeri P.R.O.Bally: Nördliches Somalia und Kenia.[2]
- Echidnopsis ballyi (Marn.-Lap.) P.R.O.Bally: Nordwestliches Somalia.[2]
- Echidnopsis bavazzanoi Lavranos: Äthiopien und Somalia.[2]
- Echidnopsis bentii N.E.Br. ex Hook. f.: Sokotra.[2]
- Echidnopsis bihendulensis P.R.O.Bally: Nordwestliches Somalia.[2]
- Echidnopsis cereiformis Hook. f. (Syn.: Echidnopsis nubica N.E.Br.): Nordöstlicher Sudan bis Eritrea und Jemen.[2]
- Echidnopsis chrysantha Lavranos, mit den Unterarten:
  - Echidnopsis chrysantha subsp. chrysantha: Östliches Äthiopien bis nördliches Somalia.[2]
  - Echidnopsis chrysantha subsp. filipes (Lavranos) Plowes: Nördliches Somalia.[2]
- Echidnopsis ciliata P.R.O.Bally (Syn.: Echidnopsis sharpei subsp. ciliata (P.R.O.Bally) Bruyns): Nordwestliches Somalia.[2]
- Echidnopsis dammanniana Sprenger: Äthiopien bis nördliches Kenia.[2]
- Echidnopsis ericiflora Lavranos: Südöstliches Kenia.[2]
- Echidnopsis globosa Thulin & Hjertson (Syn.: Echidnopsis fartaqensis McCoy & Orlando): Südlicher Jemen.[2]
- Echidnopsis inconspicua Bruyns: Westlich-zentrales Sokotra.[2]
- Echidnopsis insularis Lavranos: Sokotra.[2]
- Echidnopsis kohaitoensis Plowes: Die 2013 erstbeschriebene Art kommt in Eritrea vor.[2]
- Echidnopsis leachii Lavranos (Syn.: Echidnopsis oviflora McCoy): Tansania.[2]
- Echidnopsis malum (Lavranos) Bruyns: Äthiopien bis nördliches Kenia.[2]
- Echidnopsis mijerteina Lavranos: Nördliches Somalia.[2]
- Echidnopsis milleri Lavranos: Nordwestliches Sokotra.[2]
- Echidnopsis montana (R.A.Dyer & E.A.Bruce) P.R.O.Bally: Äthiopien.[2]
- Echidnopsis multangula (Forssk.) Chiov.: Nördlicher Jemen.[2]
- Echidnopsis planiflora P.R.O.Bally (Syn.: Echidnopsis plowesiana Orlando): Östliches und südliches Äthiopien bis nördliches Somalia.[2]
- Echidnopsis radians Bleck: Somalia bis Kenia.[2]
- Echidnopsis repens R.A.Dyer & I.Verdoorn: Südliches Kenia bis nördliches Tansania.[2]
- Echidnopsis rubrolutea Plowes: Nördliches Somalia.[2]
- Echidnopsis scutellata (Deflers) A.Berger, mit den Unterarten:
  - Echidnopsis scutellata subsp. australis Bruyns (Syn.: Echidnopsis mariae Lavranos): Äthiopien bis nördliches Kenia.[2]
  - Echidnopsis scutellata subsp. dhofarensis Bruyns: Südwestliches Oman.[2]
  - Echidnopsis scutellata subsp. scutellata: Jemen.[2]
- Echidnopsis seibanica Lavranos: Südlicher Jemen.[2]
- Echidnopsis sharpei A.C.White & B.Sloane: Sie kommt in Kenia vor.[2]
- Echidnopsis socotrana Lavranos: Westliches und zentrales Sokotra.[2]
- Echidnopsis squamulata (Decne.) P.R.O.Bally: Jemen.[2]
- Echidnopsis thulinii M.G.Gilbert: Die 2015 erstbeschriebene Art kommt in Somalia vor.[2]
- Echidnopsis uraiqatiana Dioli: Die 2007 erstbeschriebene Art kommt in Eritrea vor.[2]
- Echidnopsis urceolata P.R.O.Bally (Syn.: Echidnopsis jacksonii P.R.O.Bally ex Plowes, Echidnopsis specksii McCoy): Äthiopien bis nordöstliches Kenia.[2]
- Echidnopsis virchowii K.Schum.: Nördliches Somalia und nordöstliches Tansania.[2] Mit den Varietäten:
  - Echidnopsis virchowii var. virchowii
  - Echidnopsis virchowii var. stellata (Lavranos) Plowes
- Echidnopsis watsonii P.R.O.Bally: Nördliches Somalia und nördliches Kenia.[2]
- Echidnopsis yemenensis Plowes: Nördlicher Jemen.[2]